# Euterpa jadalna
Euterpa jadalna, warzywnia jadalna (Euterpe edulis) – gatunek palmy z rodziny arekowatych. Pochodzi z Brazylii, występuje głównie w lesie atlantyckim.

## Morfologia
Drzewo dorastające do ok. 30 m wysokości. Kwiaty zebrane w kwiatostanach. Owocem jest kulista jagoda w kolorze ciemnofioletowym.

## Zastosowanie
Jest jedną z palm, z której pozyskuje się serce palmy. Intensywna eksploatacja spowodowała wpisanie gatunku na listę zagrożonych wyginięciem. Owoce są jadane na surowo lub przerabiane na soki. Liście używane są do pokrywania dachów.